# Палеоконтакт
Палеоконтактът е хипотеза за евентуален контакт на човечеството с представители на извънземна цивилизация в древността. Един от най-известните разпространители на тази идея е писателят Ерих фон Деникен. В подкрепа на тази хипотеза, той написва своята книга „Колесницата на боговете“. Друг автор, писал за палеокнтактите е Александър Казанцев в своята книга „Фаетон“.

## Палеоастронавтика
Палеоастронавтиката е дял от уфологията, според който Земята е била посещавана от извънземни пришълци преди хиляди и милиони години.
Палеоастронавтиката си служи с прастари митове и легенди, според които „боговете“ в древността са слизали и дори живели на Земята.
Най-известните личности, занимаващи се с палеоастронавтика, са Ерих фон Деникен, Ларс А. Фишингер и Майкъл Кремо.